# Brojomohun College
Das Govt. Brojomohun College, Barisal (bengalisch ব্রজমোহন কলেজ, auch: BM College) ist eine der ältesten Institutionen für höhere Bildung in Bangladesch. Es befindet sich in Barisal im Südwesten von Bangladesch.

## Geschichte
Am 14. Juni 1889 gründete Ashwini Kumar Dutta das Brojo Mohan College, welches er nach seinem Vater Brajamohan Dutta benannte.
Der erste Schulleiter des College war Babu Gyan Chandra Chowdhury. Während Ashwini Kumar Dutta Englisch und Logik unterrichtete, lehrte Kali Prasanna Ghosh Geschichte und Kamini Kumar BidyaRatna Sanskrit und bāṃlā. 1898 wurde das BM College vom „Second Grade College“ zum „First Grade College“ aufgewertet. 1912 ging die College-Verantwortung in Regierungsverwaltung über. Anfangs nutzte das College den Campus der BM School und wurde später auf den heutigen Campus verlegt.
Das BM College wurde 1922 Teil der University of Calcutta und begann 1922 mit Ehren-Kursen in Englisch und Philosophie, mit Sanskrit und Mathematik 1925, mit Chemie 1928 und zuletzt mit Wirtschaftswissenschaften 1929. Die Zeit von 1922 bis 1948 gilt als „Goldene Periode“ des College. Der damalige Gouverneur von Bengalen, Sir Udbarn, sagte über das BM College: „Das College verspricht, eines Tages die Vorherrschaft des metropolitan Presidency Colleges zu brechen“ („The college promises some day to challenge the supremacy of the metropolitan (Presidency) College“).
Nach der Teilung von Indien und Pakistan, 1947, hatte das College Mangel an Lehrern und die Studentenzahlen fielen auf ein Drittel der Vorkriegs-Zahlen. Dadurch wurde es schwierig zu Unterrichten und die Zahl der Kurse aufrechtzuerhalten. Das zweijährige Honors Curriculum der Calcutta University wurde darum durch das dreijährige Honors Curriculum der Dhaka University ersetzt. In der Folge wurden die Honors Courses außer Mathematik 1950 abgeschafft. 1952 wurden die Kurse in Mathematik ebenfalls beendet. 1964 begannen die Kurse in Wirtschaftswissenschaften neu. Mehrera andere Honors- und Masters-Kurse begannen zwischen 1972 und 2005.
Die Zeit seit 1965 galt als „Age of Enrichment“ (Zeitalter der Reichwerdung) für das College. Es gibt 20 Degree (pass) Courses, 22 Honors Courses und 21 Masters Courses. Am 10. Januar 2014 wurden die Honors Course in Statistik eingeführt.

## Departments

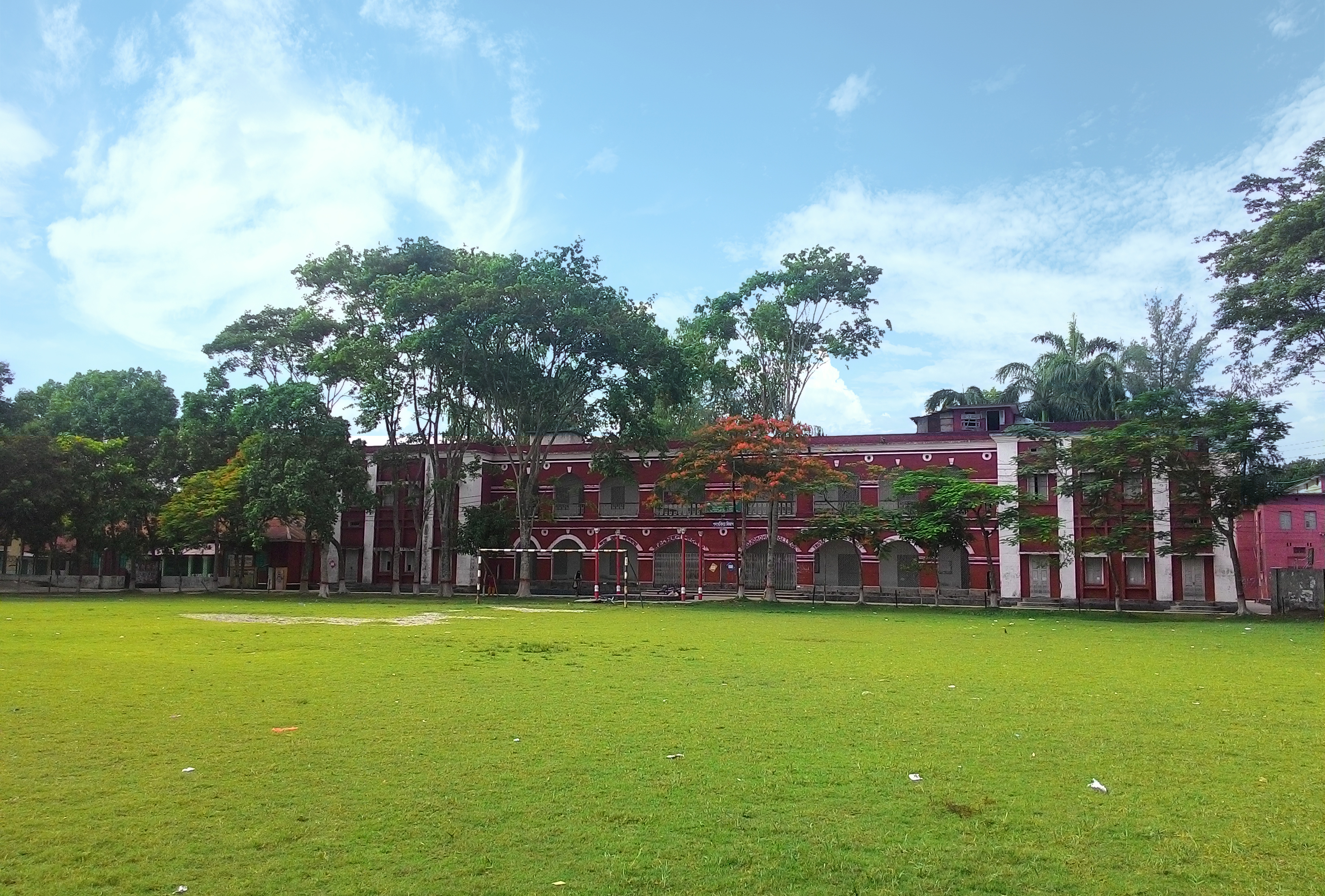
Hauptgebäude

Das College hat 22 Departments in 4 Fakultäten:

### Faculty of Arts
- Department of Bangla
- Department of English
- Department of History
- Department of Philosophy
- Department of Islamic Studies
- Department of Islamic History and Culture
- Department of Sanskrit

### Faculty of Business Studies
- Department of Finance & Banking
- Department of Accounting
- Department of Marketing
- Department of Management

### Faculty of  Science
- Department of Botany
- Department of Chemistry
- Department of Mathematics
- Department of Physics
- Department of Soil Science
- Department of Statistics
- Department of Zoology

### Faculty of Social Sciences
- Department of Economics
- Department of Sociology
- Department of Political Science
- Department of Social Work

## Persönlichkeiten
- Jibanananda Das, Dichter und Schriftsteller
- Abdul Wahab Khan, dritter Sprecher der Nationalversammlung von Pakistan
- Jogendra Nath Mandal, Law Minister in  der Interimsregierung von Indien und Pakistans erster Law and Labour Minister
- Bir Sreshtho Mohiuddin Jahangir, wurde die höchste Anerkennung für Mut der Streitkräfte Bangladeschs verliehen
- Shaheed (Märtyrer) Lieutenant Commander Moazzem Hossain, angeklagt im Agartala Conspiracy Case und ausgezeichnet mit dem Shadhinata Padak, der höchsten Auszeichnung Bangladeschs
- Altaf Mahmud, Musiker, Kultur-Aktivist und Freiheitskämpfer und Märtyrer
- Promode Dasgupta, West Bengal State Secretary der Communist Party of India (Marxist) CPI (M)
- Narayan Gangopadhyay, Schriftsteller
- Ahsan Habib, Dichter und Schriftsteller
- Hafiz Ahmed Mazumder, Geschäftsmann, Pädagoge und Politiker
- Sheich Fazlul Haque Mani, Politiker, Gründer der Mujib Bahini und der Jubo-Liga (Bangladesh Awami Jubo League, বাংলাদেশ আওয়ামী যুবলীগ)
- Siraj Sikder Politiker, Kommunistischer Revolutionär
- Biplab Kumar Bhattacharjee Gründungsprofessor des Department of Statistics.

### Professoren
- Jibanananda Das, Englisch-Professor
- Kabir Chowdhury, ehemaliger Schulleiter[3]